# Hoogeveen (gemeente)
Hoogeveen (uitspraakⓘ; Drents: 't Ogeveine of 't Oveine) is een gemeente in het zuiden van de Nederlandse provincie Drenthe. De hoofdplaats is het gelijknamige Hoogeveen. De gemeente heeft een oppervlakte van 129 km² (waarvan 0,19 km² water) en heeft 56.591 inwoners (22 november 2024).

## Kernen

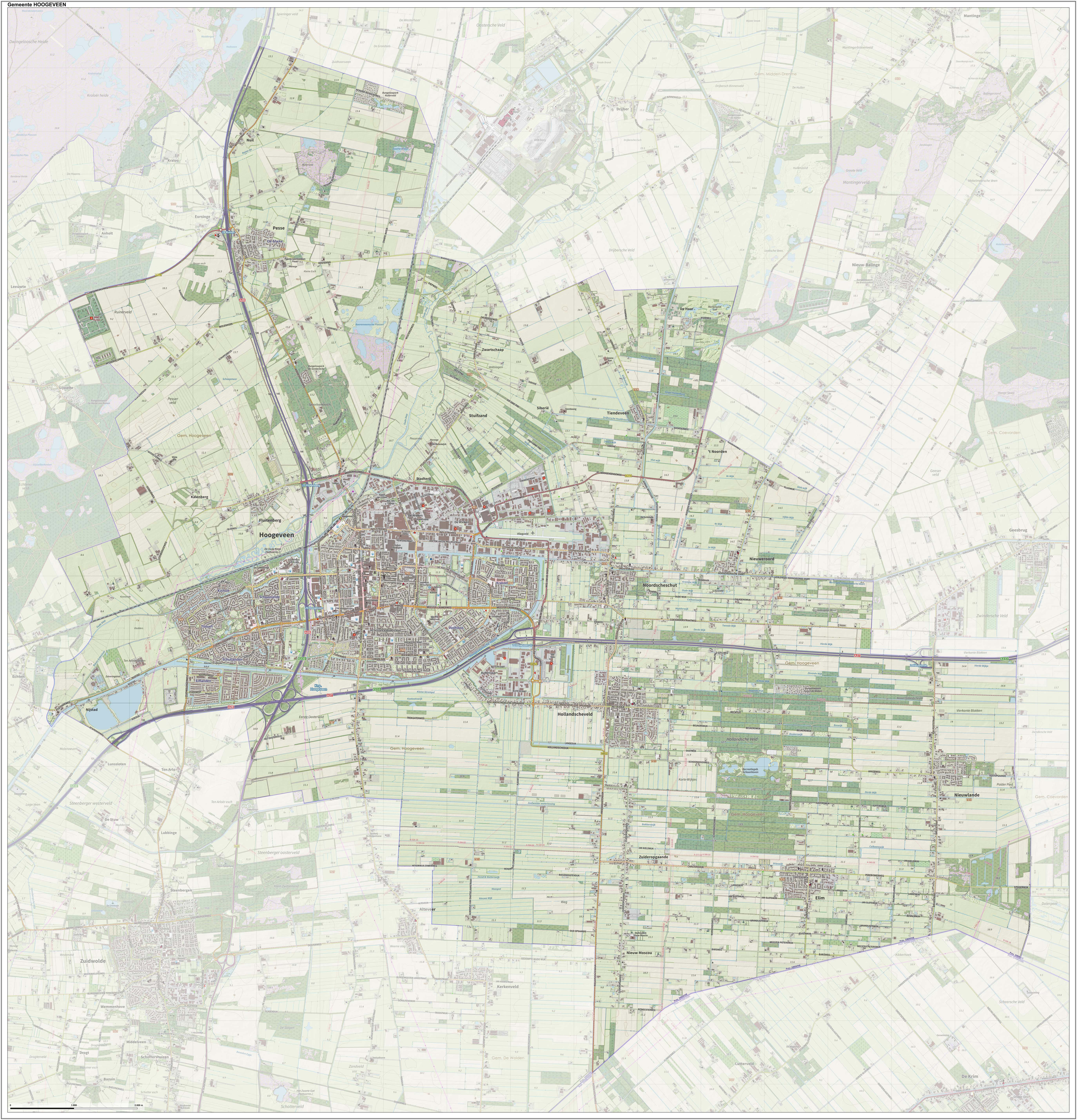
Topografische gemeentekaart van Hoogeveen, september 2022.

De gemeente Hoogeveen telt elf officiële kernen, waarvan Hoogeveen verreweg de grootste is.
Aantal inwoners per woonkern op 1 januari 2023:
- Hoogeveen (40.560)
- Hollandscheveld (5.230)
- Elim (2.330)
- Noordscheschut (2.090)
- Pesse (1.650)
- Nieuwlande (1.420)
- Nieuweroord (975)
- Tiendeveen (665)
- Stuifzand (680)
- Fluitenberg (830)
- Nijstad (35)

## Aangrenzende gemeenten
| Aangrenzende gemeenten | Aangrenzende gemeenten | Aangrenzende gemeenten | Aangrenzende gemeenten | Aangrenzende gemeenten |
| ---------------------- | ---------------------- | ---------------------- | ---------------------- | ---------------------- |
| Westerveld             |                        | Midden-Drenthe         |                        |                        |
|                        |                        |                        |                        |                        |
| De Wolden              | Coevorden              |                        |                        |                        |
|                        |                        |                        |                        |                        |
|                        |                        | Hardenberg (O)         |                        |                        |